# Ligne de Mézières-sur-Oise à La Fère
La ligne de Mézières-sur-Oise à Tergnier  est une ligne de chemin de fer secondaire réalisé sous le régime des voies ferrées d'intérêt local et qui a relié ces deux communes du département de l'Aisne à partir de 1898.

## Historique
Cette ligne était destinée à compléter le maillage des voies de chemin de fer fer du département de l'Aisne en reliant la ligne de chemin de fer de Saint-Quentin à Guise ouverte en 1874 à la  Ligne de Creil à Jeumont qui passe à Saint-Quentin.

### Section de Mézières-sur-Oise à Vendeuil
La compagnie du chemin de fer d'intérêt local de Saint-Quentin à Guise, représentée par son conseil d'administration, signe le 1er mars 1894 avec le préfet de l'Aisne, représentant le conseil général du département, une convention pour la concession d'un chemin de fer d'intérêt local. Cette ligne doit débuter dans la gare de Mézières-sur-Oise, puis se détacher de la ligne du chemin de fer de Saint-Quentin à Guise pour passer à ou près de Berthenicourt, Alaincourt et Moy pour aboutir à Vendeuil. C'est une loi du 1er mars 1896 qui approuve la convention du 1er mars 1894 et déclare d'utilité publique « l'établissement, dans le département de l'Aisne, d'un chemin de fer d'intérêt local à voie normale de Mézières-sur-Oise à Vendeuil ».
Lors du chantier de construction, les ouvriers occupés à ouvrir une profonde tranchée au lieu-dit le Grand Clos, à proximité du village de Berthenicourt découvrent et détruisent des sépultures antiques. Mis au courant, l'administrateur-directeur de la compagnie René Jourdain, informe le service compétent en la matière. Une fouille officielle permet alors de mettre au jour dans ce cimetière gallo-romain quarante-sept sépultures avec de nombreux objets.
Longue de 8 kilomètres, la ligne de Mézières-sur-Oise à Vendeuil est mise en service le 18 février 1898.

### Section de Vendeuil à La Fère
C'est le Journal officiel du 29 septembre 1927 qui déclare d'utilité publique l'établissement d'un chemin de fer d'intérêt local à voie normale de Vendeuil à La Fère par Travecy .

La ligne de Vendeuil à La Fère ne fut ouverte qu'en 1935 sur une longueur de 7 km et ferma en 1962.

## Infrastructure

### La ligne
|  | - 0 km Mézières-sur-Oise - 1 km Berthenicourt - 2 km Alaincourt - 4 km Moÿ-de-l'Aisne - 6 km Vert-Chasseur - 6 km Vendeuil - 12 km Travecy - 16 km Beautor - 17 km La Fère |

### Gares et haltes
| Gares et stations | PK | Les gares à l'origine. | | État actuel. |
| ----------------- | -- | ---------------------- | --- | ------------ |
| Mézières-sur-Oise | 0  |                        | |              |
| Berthenicourt     | 1  |                        | |              |
| Alaincourt        | 2  |                        | |              |
| Moy-de-l'Aisne    | 4  |                        | |              |
| Vert-chasseur     | 6  |                        | Le Vert-Chasseur était une maison isolée située sur le terroir de la commune de Vendeuil (Dictionnaire topographique du département de l'Aisne par Auguste Matton , 1871) |              |
| Vendeuil          | 6  |                        | |              |
| Travecy           | 13 |                        | |              |
| Beautor           | 16 |                        | |              |
| La Fère           | 17 |                        | |              |

### Accident en 1909

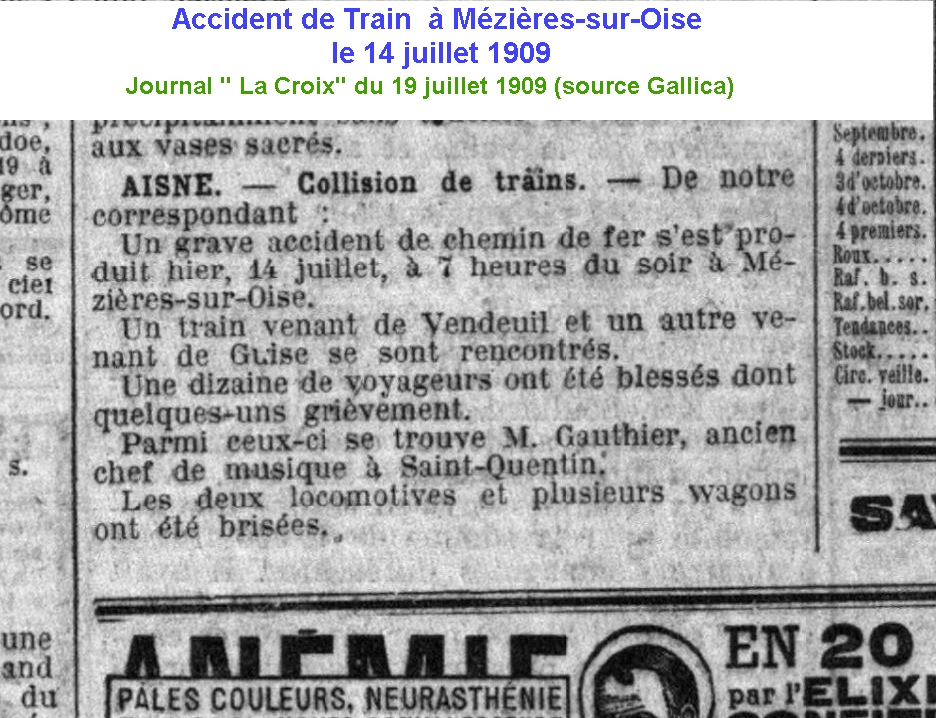
Accident entre deux locomotives à Mézières-sur-Oise en 1909.

## Exploitation

### Horaires
|  |  |  |